# Czytnik kart magnetycznych
Czytnik kart magnetycznych – urządzenie, które służy do dekodowania informacji umieszczonych na pasku magnetycznym karty.

## Zasada działania
Na karcie magnetycznej znajduje się czarny pasek z trzema ścieżkami magnetycznymi. Ścieżki mają różne gęstości bitów i zakodowane zestawy znaków. Średnia gęstość bitowa pierwszej ścieżki wynosi 210 bitów na cal (bpi) a drugiej i trzeciej ścieżki odpowiednio około 75 i 210 bpi.
Aby odczytać dane z karty, przesuwa się kartę przez szczelinę czytnika kart magnetycznych. Elementem odpowiedzialnym za odczyt danych z karty jest głowica odczytu. Podczas przesuwania głowica odczytu indukuje napięcie w cewkach urządzenia, które jest rejestrowane elektronicznie i odczytywane przez komputer lub procesor zainstalowany w czytniku kart z paskiem magnetycznym.

## Zastosowanie
Czytnik kart magnetycznych mają szerokie zastosowanie w systemach kontroli dostępu (m.in. karty identyfikacyjne pracowników, karty kontroli dostępu), a także identyfikacji osób.